# Perfume COSTUME MUSEUM
Perfume COSTUME MUSEUMは、Perfumeに関するイベント。

## 概要
2023年9月9日より兵庫県立美術館で実施された。
Perfumeの2005年のメジャーデビュー以降にライブやMVで実際に着た約180着の衣装を展示された。
9月7日には報道陣向けの内覧会が行われPerfume本人も登場した。
初日の9月9日には午前5時半から来場者が来て開館時間の10時時点では首都圏や北海道などからの約200人が集まっていた。
Perfumeを4章に分けた歴史と共に展示されていた衣装は1着を製作するのに何百万円もかけられていた。